# 中野幹士
中野 幹士（なかの みきと、1995年7月14日 - ）は、日本のプロボクサー。大阪府大阪市出身。帝拳ボクシングジム所属。現OPBF東洋太平洋フェザー級王者。
入場曲は菅野祐悟作曲で、映画『カイジ』のサウンドトラックである「END TITLE」。

## 来歴
小学6年生からボクシングを始める。竹台高校時代、高校3冠を達成した。
竹台高校卒業後、東京農業大学に進学。2014年、「第4回台北市カップ国際ボクシングトーナメント」フライ級では日本代表として優勝を果たした。
2018年9月、プロテストに合格。
2018年10月6日のプロデビュー戦はKO勝利。
2019年11月2日、後楽園ホールでOPBF東洋太平洋フェザー級12位のKJナトゥプラグと対戦し、3回18秒TKO勝ちを収めた。
2020年12月5日、後楽園ホールで佐伯瑠壱斗と対戦。3回にプロ初のダウンを喫するも、8回3-0（78-73×3）で判定勝ちを収めた。
2024年9月7日、後楽園ホールでOPBF東洋太平洋フェザー級14位のブリックス・ピアラとOPBF東洋太平洋同級王座決定戦を行い、4回34秒KOで破って初の王座を獲得した。
2025年1月18日、後楽園ホールにてOPBF東洋太平洋フェザー級11位の英洸貴とOPBF東洋太平洋同級タイトルマッチを行い、3回2分5秒KOで破って、王座を防衛した。
2025年5月4日、ネバダ州ラスベガスのT-モバイル・アリーナで井上尚弥対ラモン・カルデナスの前座ならびに海外初遠征試合として元NABO北米フェザー級王者のペドロ・マルケスと同級10回戦を行い、4回1分58秒TKO勝ちを収めた。
2025年8月2日、後楽園ホールにてフィリピンスーパーフェザー級14位のジン・アグアンと128ポンド契約10回戦を行い、2回1分50秒TKO勝ちを収めた。

## 戦績
- アマチュアボクシング：77戦 68勝 9敗
- プロボクシング：14戦 14勝 (13KO) 無敗

| 戦           | 日付          | 勝敗 | 時間    | 内容     | 対戦相手                   | 国籍         | 備考                               |
| ------------ | ------------- | ---- | ------- | -------- | -------------------------- | ------------ | ---------------------------------- |
| 1            | 2018年10月6日 | ☆    | 2R 1:49 | KO       | タナワット・ヤンチャロエン | タイ         | プロデビュー戦                     |
| 2            | 2019年2月2日  | ☆    | 1R 1:39 | KO       | エカラック・ラップラコーン | タイ         |                                    |
| 3            | 2019年7月6日  | ☆    | 2R 1:35 | KO       | アルビン・ユロング         | フィリピン   |                                    |
| 4            | 2019年11月2日 | ☆    | 3R 0:18 | TKO      | ケージェー・ナタプラグ     | フィリピン   |                                    |
| 5            | 2020年12月5日 | ☆    | 8R      | 判定 3-0 | 佐伯瑠壱斗（岐阜ヨコゼキ） | 日本         |                                    |
| 6            | 2022年6月13日 | ☆    | 3R 1:36 | KO       | ファニト・パレデス         | フィリピン   |                                    |
| 7            | 2022年10月1日 | ☆    | 1R 2:08 | KO       | ロレンツ・ラドラダ         | フィリピン   |                                    |
| 8            | 2023年8月5日  | ☆    | 8R 1:29 | KO       | アルネル・バコナヘ         | フィリピン   |                                    |
| 9            | 2024年1月20日 | ☆    | 1R 0:53 | KO       | ジェスレイ・ワミナル       | フィリピン   |                                    |
| 10           | 2024年5月18日 | ☆    | 7R 1:32 | TKO      | サタポーン・サアット       | タイ         |                                    |
| 11           | 2024年9月7日  | ☆    | 4R 0:34 | KO       | ブリックス・ピアラ         | フィリピン   | OPBF東洋太平洋フェザー級王座決定戦 |
| 12           | 2025年1月18日 | ☆    | 3R 2:05 | KO       | 英洸貴（カシミ）           | 日本         | OPBF防衛1                          |
| 13           | 2025年5月4日  | ☆    | 4R 1:58 | TKO      | ペドロ・マルケス           | プエルトリコ | フェザー級10回戦                   |
| 14           | 2025年8月2日  | ☆    | 2R 1:50 | TKO      | ジン・アグアン             | フィリピン   | 128ポンド契約10回戦                |
| テンプレート |               |      |         |          |                            |              |                                    |

## 獲得タイトル
アマチュア
- 第24回全国高等学校ボクシング選抜大会フライ級 優勝
- 第67回国民体育大会少年の部フライ級 優勝
- 平成25年度全国高等学校総合体育大会フライ級 優勝
- 第4回台北市カップ国際トーナメントフライ級 優勝
- 第71回国民体育大会成年の部バンタム級 優勝
- 第72回国民体育大会成年の部バンタム級 優勝

プロ
- 第50代OPBF東洋太平洋フェザー級王座（防衛1）